# The Fever
The Fever ist ein Filmdrama von Carlo Gabriel Nero, das 2004 produziert wurde.

## Handlung
Der Film zeigt die Geschichte einer namenlosen Frau. Sie wird am Filmanfang in einem Hotel in einem Dritte-Welt-Land gezeigt. Die eigentliche Handlung wird in einer Rückblende erzählt.
Die Frau lebt in London und genießt Privilegien. Sie beschäftigt sich nicht mit der Politik. Die Frau fährt in ein unbenanntes Land, in dem Terror herrscht. Dort trifft sie eine Revolutionsfrau, die ihr über ihr Leben erzählt.

## Kritiken
Elise Bui schrieb in The Cavalier Daily vom 27. Oktober 2005, der Film veranschauliche den „Horror“ der Dritten Welt. Er wirke wie ein Dokumentarfilm. Das Ende könne genauso gut wirkungsvoll wie auch enttäuschend empfunden werden. Bui lobte das „effiziente“ Spiel von Angelina Jolie und die Darstellung von Vanessa Redgrave.